# 八坂神社 (船橋市印内)
八坂神社（やさかじんじゃ）は、千葉県船橋市印内にある神社。旧社格は村社。神紋は「左三つ巴」と「五瓜に唐花」。

## 祭神
- 素戔嗚尊（牛頭天王）

## 由緒
真言宗豊山派の寺院・光明寺の隣に位置する。享保18年（1733年）周辺の村々で疫病が大流行した時、光明寺の重職が牛頭天王（素戔嗚尊と同一視された神仏習合の神）を祭神とする京都の八坂神社の分霊を勧請して寺の隣に祀ったのが当社の始まりと伝えられている。以後、「印内の天王様」として周りの地域で広く信仰を集めた。明治・大正の頃、亀戸・浦安・幕張にも講ができ、夏祭りに多くの参拝者が訪れ大変に賑わったという。
平成28年（2016年）に社殿が新しく完成された。

## 境内

### 摂末社・仏堂
- 祇園若子神社（若子大明神）
- 祇園和合神社
- 大師堂
- 光明寺 旧本堂
- 光明寺 新本堂 - 平成16年（2004年）8月建立

## 祭事
- 例祭（7月22日～23日）

## 交通アクセス
- 京成電鉄京成線 京成西船駅より徒歩11分（900m）
- JR東日本・東京メトロ・東葉高速鉄道 西船橋駅より徒歩17分（1.3km）